# Сан Поло ди Пиаве
Вижте пояснителната страница за други значения на Сан Поло.
Сан По̀ло ди Пиа̀ве (на италиански: San Polo di Piave; на венециански: San Poło, Сан Поло) е градче и община в Северна Италия, провинция Тревизо, регион Венето. Разположено е на 28 m надморска височина. Населението на общината е 5021 души (към 2010 г.).